# Tomé Pires
Tomé Pires (1465?–1524 o 1540) va ser un apotecari portuguès de Lisboa que va estar de 1512 a 1515 a Malaca immediatament després de la conquesta portuguesa, en l'època en què els europeus acabaven d'arribar al Sud-est Asiàtic. Després d'àrdues experiències en l'Índia i en les Índies Orientals, va encapçalar la primera ambaixada oficial d'un país europeu a la Xina (la de Portugal davant l'emperador Zhengde, durant la dinastia Ming), on va morir.

## Biografia
Pires era apotecari del malmès infant Alfons de Portugal, fill de Joan II de Portugal. Va marxar a l'Índia el 1511, investit com "faedor de drogues", mercaderies orientals que eren un important element del comunament anomenat "comerç d'espècies". A Malaca i Kochi va recol·lectar i va documentar exhaustivament informació documentada sobre la regió malaia-indonèsia i va visitar Java, Sumatra (les dues illes principals de l'actual Indonèsia) i les Moluques.

## LaSuma Oriental
Dels seus viatges per Malàisia i Indonèsia va escriure un llibre emblemàtic sobre el comerç asiàtic, la Suma Oriental que trata do Mar Roxo até aos Chins. Ho va escriure a Malaca i Índia entre 1512 i 1515, i ho va completar abans de la mort d'Alfons d'Albuquerque (desembre de 1515).
És la primera descripció europea de Malàisia i la més antiga i extensa sobre Orient en portuguès. Constitueix una recopilació d'una àmplia varietat d'informació històrica, geogràfica, etnogràfica, botànica, econòmica i comercial, entre d'altres, incloent monedes, pesos i mesures. Pires va investigar acuradament l'exactitud de la informació recollida de mercaders, mariners i altres persones amb els que va tenir contacte. Malgrat la seva complicada prosa, va demostrar ser un observador amb criteri i superior a altres escriptors portuguesos de l'època. El llibre, redactat com un informe per a Manuel de Portugal, i potser complint una comissió encomanada abans de deixar Lisboa, és considerat una de les més acurades fonts de primera mà per a l'estudi de la geografia i el comerç de les Índies d'aquell temps, a més d'una de les fonts més importants per a l'estudi contemporani de l'Islam indonesi. Malgrat no poder-lo considerar del tot lliure d'incorreccions en els seus detalls, és notablement consistent amb l'evidència de l'època i no fa cap declaració fonamentalment errònia sobre la regió. Com a font d'informació, l'únic rival en la seva època va ser el llibre -més difós- de Duarte Barbosa i, posteriorment, el de Garcia de Orta.
La Suma Oriental, inèdita i presumptament oblidada en un arxiu fins a 1944, també conté la primera descripció que es va escriure sobre la 'Especiería', les Illes de Banda, en l'arxipèlag de les Moluques, illes per les quals els europeus precisament van arribar fins a Indonèsia. Armant Cortsão, l'editor modern, ha afirmat que la Suma en els seus detalls "no ha estat superada, en molts aspectes, per més d'un segle o dos". La Suma Oriental està representada per un manuscrit de París, durant molt temps perdut. Es conserven quatre cartes escrites per Pires i hi ha referències a ell disperses realitzades per contemporanis seus, incloent una carta d'Alburquerque al rei, del 30 de novembre de 1513.
En el manuscrit Pires esmenta diverses ciutats tàmils de Ceilan que va visitar en els seus viatges, incloent Qali, Negombo, Celabão i Tenavarque, on es troba el canviat el nom complex de temples de Tenavarai.

## Ambaixada de 1516 a la Xina
En 1516, Vaig prendre Pires va ser a Canton (Guangzhou) en l'esquadra de Fernão Pires d'Andrade encapçalant una ambaixada enviada pel rei Manuel I a Zhengde, emperador de la Xina. No obstant això, aquest mai ho va rebre, a causa de diversos contratemps, com el recel dels xinesos i el complot tramat pel deposat sultà Mahmud Shah després de la conquesta portuguesa de Malaca el 1511. L'ambaixada va caure en desgràcia, alguns dels seus membres van ser assassinats i va començar un període de tres dècades de persecució portuguesa a la Xina. Es diu que Tomé Pires va emmalaltir i va morir allí el 1524, encara que alguns afirmen que va seguir viu fins a 1540 a Jiangsu, però sense permís per deixar Xina.
Aquesta fou la primera ambaixada oficial d'un país europeu a la Xina després que s'enviés a Giovanni de' Marignolli com a legat papal a Pequín, de 1342 a 1345.